# Dendryphantes coccineocinctus
Dendryphantes coccineocinctus är en spindelart som beskrevs av Lodovico di Caporiacco 1954. 
Dendryphantes coccineocinctus ingår i släktet Dendryphantes och familjen hoppspindlar. Inga underarter finns listade i Catalogue of Life.